# Dane Roets
Dane Roets (16 de enero de 2002) es una deportista de Sudáfrica que compite en atletismo. Ganó una medalla de bronce en el Campeonato Mundial de Atletismo Sub-20 de 2021, en la prueba de lanzamiento de peso.